# Kharan
Kharan (Urdu: خاران ) é uma cidade do Paquistão, capital do distrito de Kharan, província de Baluchistão.

## Demografia
- Homens: 13.623
- Mulheres: 12.434

(Censo 1998)